# Петроградская набережная
Петрогра́дская на́бережная — набережная в Петроградском районе Санкт-Петербурга. Проходит по левому берегу реки Большой Невки от Петровской набережной до улицы Чапаева. Далее продолжается Аптекарской набережной.

## История наименования
С 1738 года по решению комиссии о санкт-петербургском строении было присвоено название Дворянская набережная (по находящейся рядом Большой Дворянской улице), однако в реальности оно не употреблялось. В середине XVIII века использовалось название Набережная линия.
16 апреля 1887 года набережной было присвоено название Петербургская (от Малой Дворянской улицы до реки Карповки). Дано по Петербургской полицейской части, на территории которого находилась. В 1914 году переименована в Петроградскую набережную в связи с тем, что Санкт-Петербург переименовали в Петроград.
9 мая 1903 года из набережной выделена Петровская набережная.

## Здания и достопримечательности
- Крейсер «Аврора»
- Дом № 2  781510403940006 — Городской училищный дом имени Петра Великого (ныне Нахимовское училище). Строительство было приурочено к 200-летнему юбилею города, торжественное освящение места для будущего здания состоялось 17 мая 1903 года. Только спустя два года состоялся конкурс проектов, первый приз на котором получил архитектор Александр Дмитриев. 10 октября 1908-го проект утвердили, закладку первого камня провели 26 июня 1909 года, приурочив к 200-летнему юбилею Полтавской битвы. Здание в необарочном стиле было построено к осени 1910-го, над декором фасадов и интерьерами работали Александр Бенуа и его коллеги, члены объединения «Мир искусства»[3].
- Дома № 4-6 — комплекс построек Фильтроозонной станции, региональный памятник культуры, арх-ры Лео Серк и Василий Старостин, 1909—1910. В мае 2019 года частично демонтирована по инициативе Минобороны, несмотря на запрет КГИОП и охранные обязательства[4].
- Дом № 6, литера Б — Особняк Н. Ф. Крупенникова, арх-р Миритц Ф. Ф., 1905—1906[5].
- Дом № 18, к. 3 — бывшее здание Георгиевской общины сестер милосердия[6].
- Дом № 8 — доходный дом Н. Ф. Крупенникова, перестроен в 1902 году арх-м Демяновским В. А. на основе здания 1841-го работы Ливена А. М.
- Дом № 16, литера А — доходный дом в неоклассическом стиле, арх-ры Монтандр Н. Ф. и Осипов П. О., 1882—1884.
- Дом № 24 (Пинский пер., 2) — деревянный жилой дом, построенный не позднее 1798 года, до 2018 года имел статус выявленного объекта культурного наследия[7], снят с охраны по решению КГИОП[8].
- Дом № 26 (Пинский пер., 1) — Доходный дом Т. М. Любищевой, 1906, арх-р Георгий Хржонстовский.
- Дом № 32, литера А — особняк Шредера К. И., 1888—1889 гг., неоренессанс. В здании проходили встречи участников «Могучей кучки», в настоящее время дом имеет статус регионального памятника культурного наследия. В 2006 году была проведена реконструкция[9][10]  781711205980005 (ЕГРОКН). 7810703000 (БД Викигида)
- Дом № 34 — «Комплекс построек Бумагопрядильной мануфактуры „Джеймс Бек“». До 2019-го корпус под литерой В по документам значился как бывший фабричный корпус 1893 года постройки. По результатам коммерческой экспертизы 2019 года дату создания дома изменилась на 1926, благодаря чему девелоперу удалось получить разрешение на снос ради строительства жилого комплекса[11]. В 2021 году начался снос здания[12]. КГИОП выступает с заявлением, что корпус В никогда не относился к комплексу мануфактуры «Джеймс Бек», был возведён в 1925 как часть фабрики хлопкового сырья им. Я. М. Свердлова[13]. В здании располагается офис ГК "Рики" и Студии "Петербург".
- Дом № 40-42 (Казарменный пер., 2, Чапаева ул., 25) — Комплекс построек Тюлевой фабрики, арх-ры Бернгард Р. Б., Габерцетель В. Ф., Бернгард В. Р., 1850, 1896—1913.
- Дом № 44  791420018930006 — бывшие казармы Гренадерского полка и Офицерский корпус (44, литера Б), арх-р Луиджи Руска, 1805—1807.